# إسرارت (برابر ملوية)
إسرارت هو دُوَّار يقع بجماعة قصابي ملوية، إقليم بولمان، جهة فاس مكناس في المملكة المغربية. ينتمي الدوّار لمشيخة برابر ملوية التي تضم 11 دوار. يقدر عدد سكانه بـ 463 نسمة حسب الإحصاء الرسمي للسكان والسكنى لسنة 2004.

## روابط خارجية
- البوابة الوطنية للجماعات الترابية
- المندوبية السامية للتخطيط